# إيجي أنوما
إيجي أنوما (باليابانية: 青沼 英二)، من مواليد 16 مارس 1963م، وهو مخرج ومنتج ومطور لعبة فيديو ياباني، وكان مساهماً وداعماً لتطوير منتجات نينتندو لألعاب الفيديو.